# Statham’s Quarry

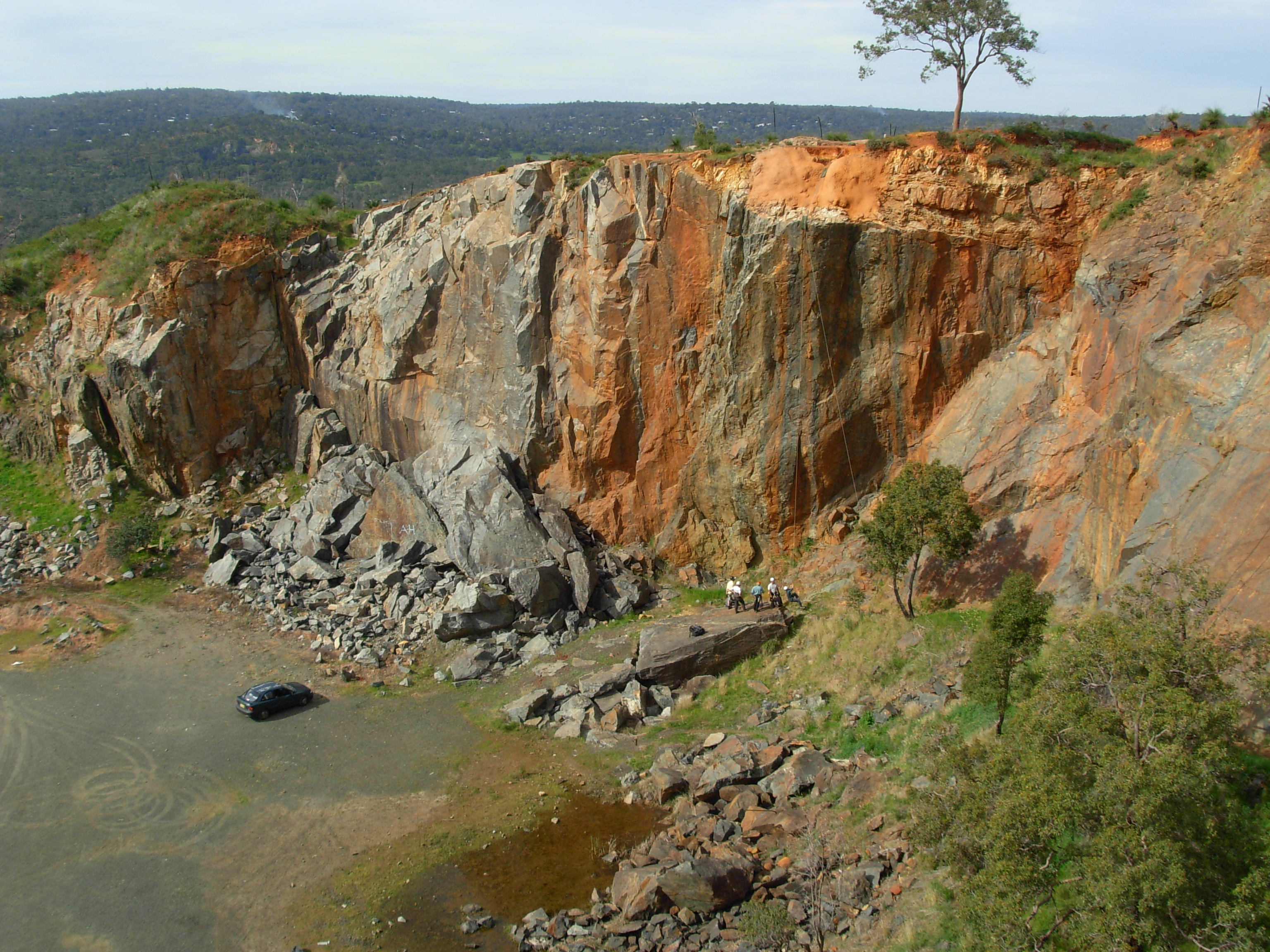
Der heute als Kletterfelsen genutzte Steinbruch

Statham's Quarry, auch Darling Range Quarry und nach dem Jahre 1920 Perth City Council's Darling Range Quarry genannt, ist ein Steinbruch in Western Australia, in dem das Hartgestein Diabas gewonnen wurde. Er befindet sich innerhalb des kleinen Gooseberry-Hill-Nationalparks auf der südlichen Seite des Austritts des Tal des Helena Rivers in die Swan Coastal Plain in Gooseberry Hill, einem Vorort von Perth. Der Steinbruch, der von der Ridge Hill Road aus zu sehen ist, liegt im größten Diabas-Vorkommen dieses Gebiets.

## Geschichte
Der Steinbruch wurde von Thomas Statham und William Burton von 1894 bis zum Tode von Statham im Jahre 1920 betrieben. Anschließend übernahm das Perth City Council den Betrieb des Steinbruchs. 
Der Statham-Steinbruch bildet ein seltenes Beispiel für einen historischen Steinbruchs in Western Australia. Erhalten geblieben sind die Spuren der australischen Steingewinnung des ersten Quartals im 20. Jahrhundert. Verwendet wurde das Diabasgestein für Pflaster und Bordsteine in den Straßen von Perth. Ebenso stammen die Steine am City Beach von hier. Zum Steinbruch führte früher die Kalamunda Zig Zag, ein Nebenstrang der Upper Darling Range Railway, die 1949 den Betrieb einstellte. 
Ein weiterer Diabas-Steinbruch ist der Government Quarry bei Boya, der heute Hudman Road Quarry genannt wird und an der Grenze zu Darlington liegt. Ein im Glen Forrest liegendes Vorkommen aus Ton wird ebenso Statham genannt. Der Ton dieses Vorkommens wurde zur Herstellung von Mauersteinen verwendet. Das Steinbruchgebiet wird häufig von Buschfeuern heimgesucht.

## Heutige Nutzung
Heute wird der Steinbruch sportlich für Kletter- und im Abseilübungen genutzt und hierzu vom Department of Environment and Conservation unterhalten. Der Steinbruch in unmittelbarer Nähe von Perth ist bekannt als sicherer und gut zu erreichender Klettergarten.